# Inazuma Eleven - Il film - L'attacco della squadra più forte - Gli Ogre
Inazuma Eleven - Il film - L'attacco della squadra più forte - Gli Ogre (劇場版 イナズマイレブン 最強軍団オーガ襲来?, Gekijōban Inazuma Irebun - Saikyō gundan Ōga shūrai, letteralmente "Inazuma Eleven - Il film - L'attacco dell'armata più forte Ogre") è un film d'animazione del 2010 diretto da Yoshikazu Miyao.
Si tratta del primo film della serie di Inazuma Eleven. È tratto dalla versione Ogre all'attacco! (titolo originale The Ogre) del terzo videogioco della serie: Inazuma Eleven 3. Il film è uscito in Giappone il 23 dicembre 2010 sia in 2D che in 3D distribuito da Toho. In Italia è stato trasmesso sia in televisione, il 13 giugno 2014 su Disney XD, in occasione dell'inizio dei mondiali di calcio del 2014, e per la prima volta in chiaro il 26 luglio 2014 su Rai Gulp, sia come contenuto scaricabile dal Nintendo eShop sul Nintendo 3DS nel 2016.

## Trama
Il film è ambientato nella prima stagione di Inazuma Eleven. La storia ha come protagonista Canon Evans, un lontano pronipote di Mark, venuto dal futuro e precisamente da 80 anni dopo il Football Frontier, che aiuta la Raimon a combattere contro gli Ogre (オーガ?, Ōga, dall'inglese "orco" o "demone"), capitanati da Bash Lancer. Gli Ogre sono una forza militare venuta dal futuro per distruggere la Raimon con il calcio; dapprima sconfiggono la Zeus nella semifinale del Football Frontier con un risultato di 36-0, per poi sfidare direttamente la Raimon in finale. Canon porta dal futuro alcuni amici di Mark: Paolo Bianchi, Shawn Froste, Archer Hawkins, Austin Hobbes e Xavier Foster. Durante il film Mark sviluppa la Mano Omega, Axel la Fiammata Suprema e insieme a Jude e Xavier, che fa un assist, il Folgore Stellare.
Il film inizia con Mark che è appena arrivato alla Raimon, ancor prima dell'inizio della serie, quando Mark chiede di fare una squadra di calcio che non si era ancora formata. Intanto, ottant'anni dopo il Football Frontier, c'è una riunione, fatta da una misteriosa organizzazione, in cui si parla della Raimon dicendo che, con la vittoria del Football Frontier, il calcio è notevolmente cambiato in peggio, e quindi decidono di mandare una squadra di soldati per non far vincere il torneo alla Raimon: la squadra si rivelerà la Ogre.
Inizialmente provano, durante il primo incontro tra la Raimon e la Royal, di non far entrare in campo Axel (che si rivelerà determinante nella vittoria del Football Frontier) facendo apparire davanti a lui un ologramma di sua sorella Julia, ma Axel non casca nel tranello, distruggendo l'ologramma. La Ogre inizia la propria missione iscrivendosi al Football Frontier sotto il nome di Ogre Academy (王牙学園?, Ōga Gakuen, "Gakuen" significa "accademia"), sfidando la Zeus in semifinale e vincendo 36-0, dopodiché sfida la Raimon in finale. La partita si rivelerà un massacro per i giocatori della Raimon a causa della notevole tecnica della Ogre, però arriva poi Canon, con il numero 20, portando con sé amici dal futuro: Shawn, con il numero 11 (solo nel film con questo numero), Paolo, con il numero 17, Xavier, con il numero 18, Archer, con il numero 7, e Austin, con il numero 9. La Ogre passa in vantaggio con la Raffica Micidiale che riesce a battere la Mano di Luce.
Il secondo goal avviene con la Lancia Micidiale di Bash che batte la Mano del Colosso. Dopo la Raimon prende coraggio e segna un goal con il Ruggito della Tigre di Austin unito alla Fiammata Suprema di Axel battendo la Presa Voltaica. Poi segna il secondo goal con la Cannonata Rovente di Canon che batte la rete elettrica. Provano a dare il colpo di grazia ma sono fermati dall'Alta Tensione. Alla fine la Raimon riesce a fare goal con il Folgore Stellare, grazie all'assist con la Meteora Dirompente. La partita finisce con un 3-2 per la Raimon. Alla fine la Ogre vuole dare il colpo di grazia alla Raimon con il Triangolo Micidiale. Mark, per pararla, usa una nuova tecnica chiamata Mano Omega. Dopo questa incredibile parata, la Raimon vince il Football Frontier e il continuum spazio-temporale rimane invariato. Bash, inizialmente credeva che le persone di quell'epoca avessero perso "il coraggio di lottare", ma Mark gli fa capire che "il vero coraggio viene dal cuore"  proprio mentre i due stanno per stringersi la mano; in quel momento Bash e la Ogre vengono richiamati dal futuro. Canon, dopo aver salutato il suo bisnonno Mark, torna nel suo tempo così come Shawn, Xavier, Austin, Archer e Paolo. Durante i titoli di coda, si vedranno delle foto con Mark insieme alle squadre incontrate in futuro, dopo il Football Frontier.

## Personaggi

### Personaggi comparsi per la prima volta nel film
I personaggi che per quanto riguarda l'anime hanno fatto la loro prima comparsa nel film, già comparsi nella versione Ogre all'attacco! del terzo videogioco, sono Canon Evans (Kanon Endō), Elzes Killard e la squadra Ogre, che nel gioco attacca l'Inazuma Japan e non la Raimon come nel film.

## Colonna sonora

### Sigle
- Apertura: Super Tachiagariyo! (スーパー立ち上がリーヨ!?, Sūpā Tachiagarīyo) dei T-Pistonz+KMC
- Chiusura: Saikyō de saikō (最強で最高?) dei T-Pistonz+KMC

Nella versione italiana sono state mantenute le sigle originali, con sottotitoli che indicano un testo diverso dalla traduzione delle sigle. Non è stato trasmesso l'epilogo che si trova dopo la sigla nella versione originale.

## Accoglienza
Nel fine settimana del 25 e 26 dicembre 2010 il film debuttò al secondo posto del box office giapponese. Il 6 febbraio 2011, alla sesta settimana di proiezione, il film aveva incassato l'equivalente di 21 099 188 dollari americani. Il fim incassò in tutto 1 miliardo e 770 milioni di yen, classificandosi al quindicesimo posto nella classifica dei film giapponesi con il maggior incasso in patria nel 2011.

## Tecniche comparse per la prima volta nel film
Queste sono le tecniche che, per quanto riguarda l'anime, sono comparse per la prima volta nel film. Tutte sono comparse anche nel terzo videogioco.
Mano Omega (Omega the Hand, オメガ・ザ・ハンド?, Omega za hando) di Mark Evans/Mamoru Endō
Miglioramento e versione suprema della Mano di Luce. Mark alza la mano formando un grande pugno su di lui che assimila energia, crescendo. Poi il pugno si apre e blocca la palla e infine, per fermare definitivamente il pallone, lo "stritola". Dopo la parata, sotto a Mark si forma un piccolo avvallamento causato dalla forza della tecnica.
Fiammata Suprema (Maximum Fire, マキシマムファイア?, Makishimamu faia) di Axel Blaze/Shūya Gōenji
La tecnica più potente appresa da Axel. Axel prima viene avvolto da anelli di fiamma che poi incanala nel piede che diventa infuocato ed a forma di spada. Axel colpisce il pallone e, dopo il tiro, sulla traiettoria il terreno è bruciato.
Folgore Stellare (Prime Legend, プライムレジェンド?, Puraimu rejendo) di Axel Blaze/Shūya Gōenji e Jude Sharp/Yūto Kidō
Jude ed Axel saltano lasciando la palla indietro, che risplende di una luce celeste molto abbagliante. Al massimo della lucentezza, Jude ed Axel colpiscono la palla (rispettivamente col piede sinistro e col piede destro), che schizza in porta con un'energia leggendaria.
Cannonata Rovente (God Cannon, ゴッドキャノン?, Goddo kyanon) di Canon Evans/Kanon Endō
Unica tecnica originaria di Canon. Canon allunga la palla, poi salta e la colpisce con entrambi i piedi accumulando luce, elettricità e potenza.
- Nel film si vede anche per la prima volta l'ultima evoluzione del Richiamo del Lupo (Wolf Legend, ウルフレジェンド?, Urufu rejendo) di Shawn Froste/Shirō Fubuki, la tecnica più potente da lui appresa: il pallone non è più rosso ma giallo e il lupo diventa dagli occhi rossi come il pallone dopo essere stato calciato. Inoltre, per servire l'assist ad Axel e Jude, che poi segneranno con il Folgore Stellare, Xavier Foster utilizza una nuova versione della Meteora Dirompente (Ryūsei Blade, 流星ブレード?, Ryūsei burēdo, lett. "Lama della meteora") in cui il pallone brilla di più, e, prima di calciare, compie più rotazioni su se stesso in confronto a quella normale.
- A queste tecniche si aggiungono quelle della squadra Ogre, visibili cliccando qui.

## Differenze tra film e videogioco
Nella versione Ogre all'attacco! di Inazuma Eleven 3, la Ogre sfida prima i Grifoni della Rosa (Rose Griffon), la nazionale della Francia, sconfiggendoli per 65-0, e poi l'Inazuma Japan. Il film invece non è ambientato durante la storia del terzo videogioco, ma durante quella del primo, quindi la Ogre affronta la Zeus, vincendo per 36-0, e poi la Raimon.